# Sigalion mathildae
Sigalion mathildae is een borstelworm uit de familie Sigalionidae. Het lichaam van de worm bestaat uit een kop, een cilindrisch, gesegmenteerd lichaam en een staartstukje. De kop bestaat uit een prostomium (gedeelte voor de mondopening) en een peristomium (gedeelte rond de mond) en draagt gepaarde aanhangsels (palpen, antennen en cirri).
Sigalion mathildae werd in 1830 voor het eerst wetenschappelijk beschreven door Audouin & Milne Edwards in Cuvier.